# Dante Maggio
Dante Maggio (Napoli, 2 marzo 1909 – Roma, 3 marzo 1992) è stato un attore italiano.
Esponente di una storica famiglia di artisti napoletani, di tutti i componenti, insieme alla ben più  nota sorella Pupella, è stato quello con all'attivo la maggiore attività professionale.

## Biografia
Sin da ragazzo calca le tavole del palcoscenico, diventando uno dei nomi di punta della scena napoletana: è - insieme alla sorella Pupella - il più famoso dei fratelli Maggio. Apprezzato dal pubblico e talvolta anche dai critici, Dante Maggio crea figurine saporose con le sue battute autenticamente salaci e in virtù di una grintosa disinvoltura sulla scena.
Di carattere ribelle e impulsivo, da giovane finisce in riformatorio e prima di accedere ad una certa notorietà si inventa un sacco di mestieri, da gelataio a strillone, da falegname ad attrezzista nella compagnia teatrale del padre, la Maggio-Coruzzolo-Ciaramella, nella quale poi debutta come attore pur interpretando brevi battute. Ma è proprio con il padre Mimì che si fa le ossa prima di passare con Achille Maresca a recitare accanto a Raffaele Viviani e ottenere un lancio da vero attore con Anna Fougez.
Nella stagione 1937-1938 è a Napoli e partecipa ad alcuni sketch con Dapporto in Visi e maschere, poi lavora a Roma durante il periodo bellico in Quello che bolle in pentola e In picchiata sui cuori; quindi recita con il fratello Beniamino nell'immediato dopoguerra in Se il mondo fosse quadrato. L'avanspettacolo è il settore al quale Dante Maggio si sente più vicino e, forse a causa del suo carattere bizzarro e ribelle, perde moltissime occasioni per un vero salto di qualità con la Osiris, la Riccioli-Primavera, De Filippo.
Nella stagione 1947-1948 è in ditta con Vera Nandi in una rivista di un certo successo, Siamo ricchi e poveri di Gigi Pisano, poi è con la sorella Pupella e Vera Rol ne La bugia del giorno di Amendola e Maccari, con il fratello Beniamino in Scugnizzi e femmine e Riso... dolce, entrambe del 1949; cui fa seguito nel 1951 Napoli non è milionaria nella quale fa debuttare il piccolo mulatto Angelo, da lui adottato dopo la guerra.

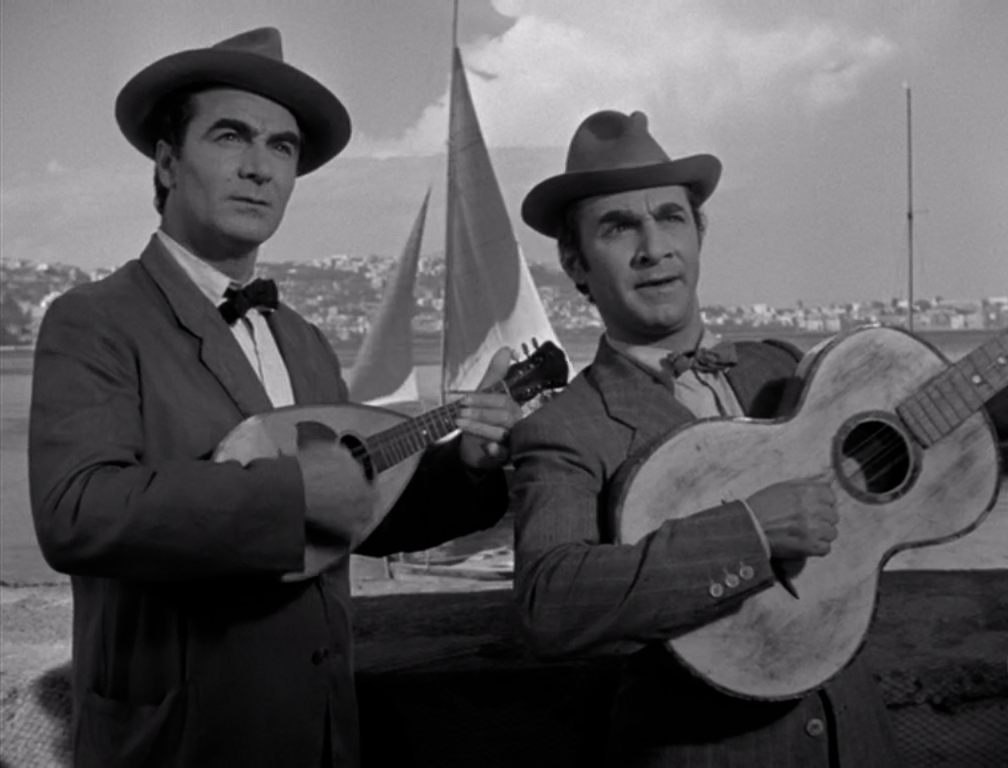
Dante (a sinistra) col fratello Beniamino nel film Città canora (1952)

Il dopoguerra vede Dante Maggio debuttare nel cinema, dopo un infelice inizio nel 1940 con un film di scarsa distribuzione. Ed è proprio nel cinema che Dante si costruisce un'onoratissima carriera anche se viene adoperato in ruoli di contorno o di carattere, spesso di una certa importanza, altre volte convenzionali. Sempre più assorbito dal cinema che gli offre ottime occasioni, Dante dirada le sue apparizioni in teatro non prima di aver riunito la famiglia artistica dei Maggio, tranne Pupella, per l'unica e sola volta nella rivista Venere con i baffi. Riesce anche a far scritturare il figlio adottivo, il piccolo Angelo Maggio, come protagonista nei film Il mulatto e Angelo tra la folla, entrambi diretti da Francesco De Robertis nel 1950, i quali ottengono una tiepida accoglienza.
Attivo anche in televisione, appare con il fratello Beniamino nella versione per il piccolo schermo di Rinaldo in campo, per la regia di Garinei e Giovannini (1963) e, negli anni sessanta, secondo la moda del momento, appare in alcuni western all'italiana con lo pseudonimo Dan May.
Fra le sue ultime interpretazioni l'originale televisivo Diagnosi, nell'episodio Per un bambino, diretto da Mario Caiano (1975).

## Filmografia
- La reggia sul fiume, regia di Alberto Salvi (1940)
- Un giorno nella vita, regia di Alessandro Blasetti (1946)
- La grande aurora, regia di Giuseppe Maria Scotese (1946)
- Le vie del peccato, regia di Giorgio Pàstina (1946)
- Ultimo amore, regia di Luigi Chiarini (1946)
- Le avventure di Pinocchio, regia di Giannetto Guardone (1947)
- Tombolo, paradiso nero, regia di Giorgio Ferroni (1947)
- I contrabbandieri del mare, regia di Roberto Bianchi Montero (1948)
- Il cavaliere misterioso, regia di Riccardo Freda (1948)
- Molti sogni per le strade, regia di Mario Camerini (1948)
- Guarany, regia di Riccardo Freda (1948)
- Napoli eterna canzone, regia di Silvio Siano (1949)
- Il lupo della Sila, regia di Duilio Coletti (1949)
- I pompieri di Viggiù, regia di Mario Mattoli (1949)
- Cavalcata d'eroi, regia di Mario Costa (1949)
- Se fossi deputato, regia di Giorgio Simonelli (1949)
- 47 morto che parla, regia di Carlo Ludovico Bragaglia (1950)
- Non c'è pace tra gli ulivi, regia di Giuseppe De Santis (1950)
- Napoli milionaria, regia di Eduardo De Filippo (1950)
- Prima comunione, regia di Alessandro Blasetti (1950)
- Luci del varietà, regia di Alberto Lattuada (1950)
- Botta e risposta, regia di Mario Soldati (1950)
- Canzone di primavera, regia di Mario Costa (1950)
- Angelo tra la folla, regia di Leonardo De Mitri (1950)
- È più facile che un cammello..., regia di Luigi Zampa (1951)
- Piume al vento, regia di Ugo Amadoro (1951)
- Milano miliardaria, regia di Marcello Marchesi e Vittorio Metz (1951)
- Bellezze in bicicletta, regia di Carlo Campogalliani (1951)
- Il capitano di Venezia, regia di Gianni Puccini (1951)
- Trieste mia!, regia di Mario Costa (1951)
- Ultimo perdono, regia di Renato Polselli (1952)
- Altri tempi, epis. Il processo di Frine, regia di Alessandro Blasetti (1952)
- Don Lorenzo, regia di Anton Giulio Bragaglia (1952)
- Delitto al luna park, regia di Renato Polselli (1952)
- Tragico ritorno, regia di Pier Luigi Faraldo (1952)
- Senza veli, regia di Carmine Gallone e Arthur Maria Rabenalt (1952)
- Processo alla città, regia di Luigi Zampa (1952)
- Città canora, regia di Mario Costa (1952)
- Pentimento, regia di Enzo Di Gianni (1952)
- Perdonami!, regia di Mario Costa (1953)
- La pattuglia dell'Amba Alagi, regia di Flavio Calzavara (1953)
- Lasciateci in pace, regia di Marino Girolami (1953)
- Il cantante misterioso, regia di Marino Girolami (1954)
- Totò all'inferno, regia di Camillo Mastrocinque (1954)
- Addio, Napoli!, regia di Roberto Bianchi Montero (1954)
- Napoli piange e ride, regia di Flavio Calzavara (1954)
- Casta Diva, regia di Carmine Gallone (1954)
- Viva il cinema!, regia di Enzo Trapani (1954)
- Siamo ricchi e poveri, regia di Siro Marcellini (1954)
- Il grande addio, regia di Renato Polselli (1954)
- La canzone del cuore, regia di Carlo Campogalliani (1955)
- Totò all'inferno, regia di Camillo Mastrocinque 1955)
- Canzoni di tutta Italia, regia di Domenico Paolella (1955)
- Carovana di canzoni, regia di Sergio Corbucci (1955)
- Incatenata dal destino, regia di Enzo Di Gianni (1956)
- Mamma sconosciuta, regia di Carlo Campogalliani (1956)
- Sette canzoni per sette sorelle, regia di Marino Girolami (1956)
- Occhi senza luce, regia di Flavio Calzavara (1956)
- Canzone proibita, regia di Flavio Calzavara (1956)
- Scapricciatiello, regia di Luigi Capuano (1956)
- Arriva la zia d'America, regia di Roberto Bianchi Montero (1956)
- C'è un sentiero nel cielo, regia di Marino Girolami (1957)
- Totò, Vittorio e la dottoressa, regia di Camillo Mastrocinque (1957)
- Buongiorno primo amore!, regia di Marino Girolami (1957)
- La zia d'America va a sciare, regia di Roberto Bianchi Montero (1958)
- Non sono più guaglione, regia di Domenico Paolella (1958)
- Quando gli angeli piangono, regia di Marino Girolami (1958)
- Capitan Fuoco, regia di Carlo Campogalliani (1958)
- Sorrisi e canzoni, regia di Luigi Capuano (1958)
- David e Golia, regia di Ferdinando Baldi (1959)
- Pesci d'oro e bikini d'argento, regia di Carlo Veo (1961)
- Totò e Peppino divisi a Berlino, regia di Giorgio Bianchi (1962)
- Twist, lolite e vitelloni, regia di Marino Girolami (1962)
- Rififì a Tokyo, regia di Jacques Deray (1962)
- Boccaccio '70, regia di Federico Fellini (1962)
- Siamo tutti pomicioni, regia di Marino Girolami (1963)
- Una lacrima sul viso, regia di Ettore Maria Fizzarotti (1964)
- La vendetta della signora, regia di Bernhard Wicki (1964)
- Se permettete parliamo di donne, regia di Ettore Scola (1964)
- La vendetta dei gladiatori, regia di Luigi Capuano (1964)
- Il piombo e la carne, regia di Marino Girolami (1964)
- Saul e David, regia di Marcello Baldi (1965)
- Per qualche dollaro in più, regia di Sergio Leone (1965)
- Se non avessi più te, regia di Ettore Maria Fizzarotti (1965)
- 30 Winchester per El Diablo, regia di Gianfranco Baldanello (1965)
- 3 colpi di Winchester per Ringo, regia di Emimmo Salvi (1966)
- Un gangster venuto da Brooklyn, regia di Emimmo Salvi (1966)
- Operazione San Gennaro, regia di Dino Risi (1966)
- Wanted Johnny Texas, regia di Emimmo Salvi (1967)
- Operazione San Pietro, regia di Lucio Fulci (1967)
- Capriccio all'italiana, regia di Steno (1967)
- Ballata per un pistolero, regia di Alfio Caltabiano (1967)
- Chiedi perdono a Dio... non a me, regia di Vincenzo Musolino (1968)
- I 2 pompieri, regia di Bruno Corbucci (1968)
- Corri uomo corri, regia di Sergio Sollima (1968)
- Lo sbarco di Anzio, regia di Edward Dmytryk e Duilio Coletti (1968)
- Italiani! È severamente proibito servirsi della toilette durante le fermate, regia di Vittorio Sindoni (1969)
- Una spada per Brando, regia di Alfio Caltabiano (1970)
- Acquasanta Joe, regia di Mario Gariazzo (1971)
- Prega il morto e ammazza il vivo, regia di Giuseppe Vari (1971)
- Black Killer, regia di Carlo Croccolo (1971)
- Trinità e Sartana figli di..., regia di Mario Siciliano (1972)
- Mio caro assassino, regia di Tonino Valerii (1972)
- Alleluja e Sartana figli di... Dio, regia di Mario Siciliano (1972)
- Il mio nome è Shangai Joe, regia di Mario Caiano (1973)
- Una vita lunga un giorno, regia di Ferdinando Baldi (1973)
- Sentivano... uno strano, eccitante, pericoloso puzzo di dollari, regia di Italo Alfaro (1973)
- Di Tresette ce n'è uno, tutti gli altri son nessuno, regia di Giuliano Carnimeo (1974)